# Liste der Ständigen Vertreter der Schweiz bei der OECD
Schweizer Botschafter bei der Organisation für wirtschaftliche Zusammenarbeit und Entwicklung (OECD) in Paris.

## Missionschefs
- 1953–1957: Gérard Bauer (1907–2000), Gesandter
- 1958–1966: Agostino Soldati (1910–1966)
- 1961–1966: Agostino Soldati (1910–1966), Botschafter
- 1967–1969: Claude Caillat (1918–2008)
- 1969–1974: Marcel Heimo (1917–2013)
- 1974–1983: Albert Grübel (1918–2002)
- 1983–1988: Jean Zwahlen (* 1931)
- 1988–1994: Eric Röthlisberger (* 1934)
- 1995–2000: Jean-Pierre Zehnder (* 1935)
- 2001–2006: Wilhelm B. Jaggi (* 1944)
- 2006–2010: Eric Martin (* 1948)
- 2010–2014: Stefan Flückiger (* 1958)
- 2014–2019: Ulrich Lehner (* 1954)
- 2019–       : Giancarlo Kessler (* 1959)

Ab 1953 Gesandter bei der Organisation für europäische wirtschaftliche Zusammenarbeit (OEEC), seit 1961 Botschafter bei der OECD.